# Mustafa Öztürk (Fußballspieler)
Mustafa Öztürk (* 15. Februar 1987 in Ankara) ist ein türkischer Fußballspieler, der für MKE Ankaragücü spielt.

## Karriere
Öztürk begann mit dem Vereinsfußball in der Nachwuchsabteilung von Gençlerbirliği Ankara und spielte anschließend für den Nachwuchs von diversen Vereinen der türkischen Hauptstadt Ankara.
Seine Profikarriere startete er im Sommer 2006 beim Drittligisten Keçiörengücü. Nachfolgend spielte er für eine Reihe von Viert- und Drittligisten.
Die Saison 2012/13 spielte er für den Viertligisten Hacettepe SK. Hier erreichte er mit seinem Team den Play-off-Sieger der TFF 3. Lig und damit den Aufstieg in die TFF 2. Lig. Trotz dieses Erfolges verließ er den Verein am Saisonende und wechselte zum Drittligisten Nazilli Belediyespor.
Zur Rückrunde der Saison 2014/15 wurde Öztürk schließlich vom Drittligisten 1461 Trabzon, den Zweitverein von Trabzonspor, verpflichtet. Am Ende der Saison 2014/15 konnte er mit seinem Verein die Play-offs der Liga gewinnen und damit den direkten Wiederaufstieg erreichen. Nach diesem Erfolg wechselte er im Sommer 2015 zum Drittligisten MKE Ankaragücü.

## Erfolge
Mit Hacettepe SK
- Play-off-Sieger der TFF 3. Lig und Aufstieg in die TFF 2. Lig: 2013/14

Mit 1461 Trabzon
- Play-off-Sieger der TFF 2. Lig und Aufstieg in die TFF 1. Lig: 2014/15